# Dan O'Brien
Daniel Dion O'Brien, detto Dan (Portland, 18 luglio 1966), è un ex multiplista statunitense.
È stato campione olimpico e tre volte campione mondiale del decathlon, nonché primatista mondiale della specialità dal 1992 al 1999.

## Biografia
Detentore del record mondiale del decathlon per sette anni dal 1992 al 1999 (primato stabilito al Decastar di Talence il 5 settembre 1992 con 8 891 punti) e dell'eptathlon indoor sino al 13 marzo 2010, allorché il record fu migliorato dal connazionale Ashton Eaton.
Dal 6 giugno 2012 è membro della IAAF Hall of Fame.

## Palmarès
| Anno | Manifestazione  | Sede      | Evento    | Risultato | Prestazione | Note                  |
| ---- | --------------- | --------- | --------- | --------- | ----------- | --------------------- |
| 1991 | Mondiali        | Tokyo     | Decathlon | Oro       | 8 812 p.    | Record dei campionati |
| 1993 | Mondiali indoor | Toronto   | Eptathlon | Oro       | 6 476 p.    | Record mondiale       |
| 1993 | Mondiali        | Stoccarda | Decathlon | Oro       | 8 817 p.    | Record dei campionati |
| 1995 | Mondiali        | Göteborg  | Decathlon | Oro       | 8 695 p.    |                       |
| 1996 | Giochi olimpici | Atlanta   | Decathlon | Oro       | 8 824 p.    |                       |

## Campionati nazionali
- 5 volte campione nazionale del decathlon (1991, 1993, 1994, 1995, 1996)